# فرودگاه راستنبرگ
فرودگاه راستنبرگ (به انگلیسی: Rustenburg Airfield) یک فرودگاه همگانی است که یک باند فرود آسفالت دارد و طول باند آن ۱۲۲۴ متر است. این فرودگاه در شهر راستنبرگ کشور آفریقای جنوبی قرار دارد و در ارتفاع ۱۱۲۸ متری از سطح دریا واقع شده است.